# Lyrocardium lyratum
Lyrocardium lyratum (лат.) — вид морских двустворчатых моллюсков из семейства сердцевидок.
Обитает в тропических водах Индо-Тихоокеанского региона. Бентосное животное, встречается на глубине от 0 до 120 м. Охранный статус вида не оценён, он безвреден для человека, не является объектом промысла.